# Ardisia geissanthoides
Ardisia geissanthoides är en viveväxtart som beskrevs av Carl Christian Mez. Ardisia geissanthoides ingår i släktet Ardisia och familjen viveväxter. Inga underarter finns listade i Catalogue of Life.